# هیپ هاوس
هیپ هاوس (به انگلیسی: Hip house) که با نام‌های رپ هاوس یا هاوس رپ نیز شناخته می‌شود، یک سبک موسیقی است که از ترکیب عناصری از سبک‌های هاوس و هیپ هاپ شکل گرفته‌است.

## تاریخچه
در سال ۱۹۸۰ یک آلبوم آمریکایی به نام "صدای بیس رو زیاد کن" توسط تایری کوپر با حضور کول راک استدی ادعا کرد که این آلبوم "نخستین آلبوم هیپ هاوس بر روی وینیل" بود. بیت مسترها با این موضوع مخالفت کرد و اشاره کرد که "خانه راک دا" در اصل در سال ۱۹۸۶ نوشته شده بود و به صورت وینیل فشرده شده بود. سپس "چه کسی در مجلس است" را منتشر کرد. با حضور مرلین، امسی بریتانیایی، حاوی سطرهای «بیت مسترها مورد توجه قرار می‌گیرند، خانه هیپ اختراع شماست» و «مواظب تایری باش، ما سریع‌تر می‌آییم». متعاقباً فست ادی در «Yo Yo Get Funky!»، Rob Base و DJ E-Z Rock با «It Takes Two» و تونی اسکات «That's How I'm Living» تاج هیپ هاوس را مطرح کردند.
پس از انتشار موفقیت‌آمیز Beatmasters، Deskee، Tyree، KC Flightt، Doug Lazy و Mr. Lee، هیپ‌هاوس در صحنه انبارها و کلوپ‌های شبانه محبوب شد. هیپ هاوس نیز موفقیت قابل توجهی در نمودار به دست آورد. این سبک مکمل رکوردهای مبتنی بر نمونه آن دوره بود که توسط هنرمندان بریتانیایی مانند S-Express، Bomb the Bass و M|A|R|R|S تولید شده بود.
موفقیت بیشتر هیپ هاوس به صورت متقاطع در قالب دو رکورد بزرگ به دست می آید: "I'll House You" توسط برادران Jungle و "It Takes Two" توسط Rob Base و DJ E-Z Rock. "من تو را خانه خواهم داد" عموماً به عنوان همکاری بین تاد تری تهیه کننده هاوس-موسیقی شهر نیویورک و برادران جنگل (یک گروه هیپ هاپ آفریقا محور از نیویورک) دیده می شود. مجله هیپ هاپ کانکشن آن را به دو نفر نیاز دارد به عنوان «...اولین شکل دلپذیر هیپ هاوس برای طرفداران هیپ هاپ هاردکور» توصیف شد.